# ایزدبنگک (استان لهستان کوچک‌تر)
ایزدبنگک (به لهستانی:  Izdebnik) یک روستا در لهستان است که در گمینا لانتسکورونا واقع شده‌است. ایزدبنگک ۲٬۰۰۰ نفر جمعیت دارد.